# Lingua chăm
Il chăm (Trasl. IPA: [caːm]) è l'antica lingua parlata dai chăm, etnia i cui membri governavano i principati Champa, che arrivarono ad occupare vasti territori facenti oggi parte del Vietnam centrale e meridionale. Lo sviluppo della lingua ha seguito le vicende storiche del popolo chăm ed è oggi suddivisa nei due dialetti chăm orientale e chăm occidentale, che secondo la classificazione di Ethnologue sono idiomi facenti parte delle lingue chamiche costiere, nel gruppo delle lingue maleo-chamiche, a loro volta parte del ramo maleo-polinesiaco delle lingue austronesiane. Malgrado condividano circa l'84% dei vocaboli, non sono mutuamente intelligibili.
L'unica altra lingua del gruppo chamico costiero è quella haroi, in origine dialetto del cham ma radicalmente modificatasi per il contatto con la lingua mon khmer dei h're. Sono considerate un'evoluzione dell'antico dialetto cham settentrionale la lingua roglai settentrionale del Vietnam e la tsut di Hainan, che sono però inserite nel gruppo delle lingue chamiche montane.

## Storia
Secondo studi pubblicati negli anni novanta, già agli inizi della storia del Champa, i vari dialetti che costituivano la sua lingua furono profondamente influenzati dalle lingue mon khmer preesistenti. I primi austronesiani che giunsero in Indocina parlavano essenzialmente una lingua composta da vocaboli bisillabici, priva di registri o toni. I cham divennero bilingue e per molti secoli mantennero sostanzialmente la struttura originale del proprio idioma, che fu invece sottoposta a grandi cambiamenti con la pressione ai confini settentrionali esercitata dai viet. Cham che parlavano un dialetto settentrionale si dispersero nelle zone montane dopo la caduta nel 982 della capitale Champa settentrionale di Indrapura per mano dei vietnamiti. Tra i discendenti di questo ramo dei cham, alcuni sono oggi insediati nella provincia cinese di Hainan e parlano la lingua tsut, altri vivono nelle zone montane vietnamite vicino a Nha Trang e Da Lat e parlano il roglai settentrionale.
La suddivisione tra i due dialetti cham orientale e occidentale ebbe luogo a seguito della conquista della capitale meridionale del Champa Vijaya da parte dei vietnamiti nel 1471. La progressiva avanzata vietnamita all'interno del territorio Champa provocò tra il 1471 ed il 1835 un flusso migratorio di chăm che si misero in salvo dalle persecuzioni. La maggior parte di questi rifugiati fu accolta nel Regno di Cambogia, mentre molti altri furono costretti a stabilirsi nel Principato chăm di Panduranga, diventato tributario dei vietnamiti, la cui capitale corrisponde all'odierna Phan Rang-Tháp Chàm della Provincia di Ninh Thuan, nel Vietnam meridionale.
Da questi due gruppi si svilupparono gli odierni dialetti cham orientale e occidentale, che hanno gradualmente subito le contaminazioni degli idiomi locali. Nello stesso periodo si staccò dal cham il dialetto che avrebbe dato luogo alla lingua haroi. Originariamente simile al dialetto cham occidentale, l'haroi cambiò profondamente a contatto con la lingua dei h're, compresa nelle lingue bahnariche della famiglia mon-khmer, ed è oggi parlato in alcuni villaggi del Vietnam centrale e centro-meridionale.
I primi studi moderni sulla lingua cham furono intrapresi da studiosi francesi, che pubblicarono il primo libro sulla grammatica cham nel 1889. Tra le prime pubblicazioni importanti vi furono quelle del 1906 di Aymonier e Cabaton.

## Caratteristiche e distribuzione
Le lingue chamiche si sono sviluppate per 2000 anni in un'area circondata da popolazioni che parlavano quasi esclusivamente lingue mon khmer, mutuandone diverse caratteristiche al punto da assomigliare oggi più a tali lingue che non a quelle austronesiane parlate nell'Indonesia occidentale. Una delle principali caratteristiche che le lingue chamiche hanno acquisito dai mon khmer è l'apposizione dell'accento sull'ultima sillaba, anziché sulla penultima come nelle altre lingue austronesiane, con un progressivo indebolimento della penultima vocale fino alla sua elisione. La tipologia delle frasi segue l'ordine Soggetto Verbo Oggetto.
Un'altra peculiarità che accomuna le lingue chamiche è il frequente utilizzo di gruppi consonantici all'inizio dei vocaboli e di consonanti aspirate. A tale proposito non è chiaro se molte parole cham inizino con una consonante aspirata, come la [pʰ] e la [tʰ], o se invece inizino con un incontro della prima consonante e della [h] pronunciate in modo distinto tra loro, un caso ricorrente in molte lingue mon khmer.
Secondo gli studi pubblicati dalla Università Nazionale Australiana nel 2013, il cham occidentale era parlato nel 2006 da 321.020 individui, mentre il cham orientale nel 2002 da 73.820. Il numero dei parlanti che compare nei paragrafi seguenti relativi a tali due dialetti sono invece riportati dall'edizione on-line del 2015 di Ethnologue.

### Chăm orientale
Il chăm orientale è chiamato anche bhamam, chiem, chiem thành, tjam e cham di Phan Rang. Tra le varie caratteristiche mutuate dalle lingue mon khmer in genere, una che lo contraddistingue dal cham occidentale e dalle altre lingue chamiche è un maggiore utilizzo della sonorizzazione aspirata nei fonemi bh, dh, jh, gh. Il chăm orientale ha inoltre assorbito diverse caratteristiche proprie della lingua vietnamita, in particolare l'utilizzo dei toni tipico delle lingue tonali. L'influenza dell'alfabeto viet ha arricchito sensibilmente quello del cham orientale, che secondo il linguista Thurgood si compone di 31 consonanti e 11 vocali.
Secondo il censimento vietnamita del 2002 era parlato da 73.970 persone, delle quali 72.900 nella zona costiera del Vietnam meridionale. La maggior parte sono concentrate nella Città di Ho Chi Minh e nelle province di Binh Thuan, Ninh Thuan e Dong Nai. Il dialetto si sta estinguendo perché in questa regione i chăm parlano ormai quasi esclusivamente il vietnamita. Viene scritto utilizzando l'alfabeto arabo, quello vietnamita o una moderna versione locale dell'antico alfabeto chăm.

### Chăm occidentale
Il chăm occidentale si distingue da quello orientale per alcune caratteristiche mutuate dalle lingue mon-khmer. Tra queste vi è stata l'acquisizione di due distinti registri vocali, uno normale e uno aspirato, che cambiano a seconda della consonante che precede la vocale e determinano la qualità della vocale stessa. Si sono quindi creati due distinti gruppi di vocali, ciascuno collegato ad uno dei registri.

#### Cambogia
Il chăm occidentale, chiamato anche chăm cambogiano, chăm, nuovo chăm e tjam, secondo il censimento cambogiano del 2008 era parlato da 204.000 persone in Cambogia soprattutto nelle maggiori città delle province centrali. Sono concentrati in particolare lungo il fiume/lago Tonle Sap ed il Mekong, nella zona nord-ovest di Battambang, nelle province di Pursat, Kampong Chhnang, Kampong Speu, Kandal, Tbong Khmum, Kampong Cham, Kratié, Kampot e Sihanoukville, nonché nella zona di Phnom Penh.
Al contrario del chăm orientale, quello occidentale in Cambogia è tuttora ampiamente utilizzato, anche se tutti possono parlare il cambogiano. Condivide circa il 69% del lessico con la lingua jarai parlata nel nord-est del Paese. Nelle scuole islamiche madrasa cambogiane, viene insegnato utilizzando l'alfabeto arabo. L'alfabeto chăm, che viene qui chiamato kakha, è usato in prevalenza dagli abitanti che hanno superato i 50 anni.

#### Vietnam
Secondo una stima del 2007, erano in 25.000 a parlare il chăm occidentale in Vietnam, concentrati nella Città di Ho Chi Minh e nelle province di An Giang e Tay Ninh, situate a ridosso del confine cambogiano. Anche il chăm occidentale sta scomparendo in Vietnam, dove ormai tutti i chăm di queste zone parlano in prevalenza vietnamita.

#### Thailandia
Si è stimato che i cham in Thailandia siano 4.000, di cui la maggior parte nella zona di Bangkok, probabilmente i discendenti dei chăm impiegati nell'esercito siamese agli inizi del XIX secolo. Parlano in prevalenza thai e si è ipotizzato che l'uso del chăm possa essere andato perso.